# يوم مارتن لوثر كنج

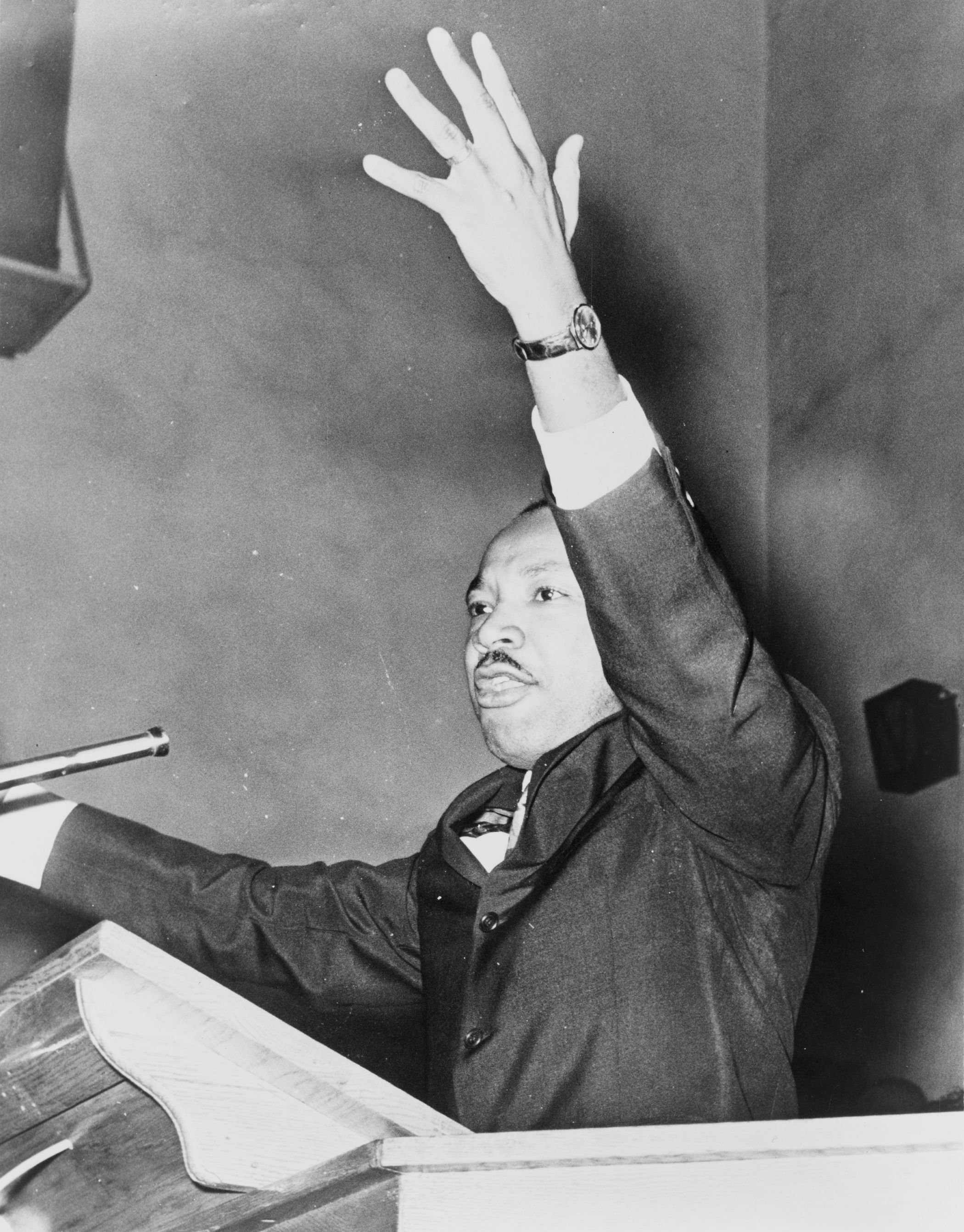

يوم مارتن لوثر كنج هو يوم سنوي في الولايات المتحدة الأمريكية وأحد الأعياد الفدرالية، يحتفل به بذكرى الزعيم والناشط السياسي مارتن لوثر كينغ، ويصادف يوم الإثنين الثالث من شهر يناير في كل عام، وهو نفس يوم ولادته. أعلنه الكونغرس عام 1994 داعيًا الأميركيين من جميع الأطياف والشرائح لأن يتطوعوا بوقتهم ومجهودهم للمساعدة في تحقيق رؤيا كينغ بقيام «مجتمع المحبين».
ويحتفل بحياة وإنجازات مارتن لوثر كنغ، وهو زعيم بارز في الحقوق المدنية الأمريكية والأكثر شهرة بحملاته لإنهاء التمييز العنصري في وسائل النقل العامة والمساواة العرقية في الولايات المتحدة. يوم مارتن لوثر كينغ جونيور هو يوم عطلة عامة للسكان جميعًا، والمدارس ومعظم الشركات مغلقة، يعد هذا اليوم عطلة فيدرالية جديدة نسبيًا، وهناك تقاليد قديمة وطويلة. وينظر إليها على أنها يوم لتعزيز الحقوق المساوية لجميع الأمريكيين بغض النظر عن خلفيتهم.
تتميز بعض المؤسسات التعليمية اليوم بتعليم تلاميذهم أو طلابهم عن عمل مارتن لوثر كينغ والنضال ضد التمييز العنصري والعنصرية. في السنوات الأخيرة، شجعت التشريعات الفيدرالية الأمريكيين على منح بعض من وقتهم في هذا اليوم كمتطوعين في مجموعات عمل المواطنين.

## نبذة عن حياة كنغ
شارك كينغ وقاد مسيرات من أجل حق السود في التصويت، وإلغاء الفصل العنصري، وحقوق العمال، وغيرها من الحقوق المدنية الأساسية. قاد كينغ عام 1955 في مقاطعة مونتغومري للحافلات وأصبح فيما بعد أول رئيس لمؤتمر القيادة المسيحية الجنوبية (SCLC). كرئيس لـ SCLC، قاد حركة ألباني غير الناجحة في ألباني، جورجيا، وساعد في تنظيم بعض الاحتجاجات اللاعنفية عام 1963 في برمنغهام، ألاباما. ساعد كينج في تنظيم مسيرة عام 1963 في واشنطن، حيث ألقى خطابه الشهير «لدي حلم» على درجات نصب لنكولن التذكاري.
وضع مؤتمر القيادة المسيحية الجنوبية موضع التنفيذ تكتيكات الاحتجاج اللاعنفي مع بعض النجاح من خلال الاختيار الاستراتيجي للأساليب والأماكن التي تم فيها تنفيذ الاحتجاجات. كانت هناك العديد من المواجهات الدراماتيكية مع سلطات الفصل العنصري، التي تحولت في بعض الأحيان إلى العنف. اعتبر مدير مكتب التحقيقات الفدرالي جيه إدغار هوفر كينج راديكاليًا وجعله هدفًا لـ (بالإنجليزية: COINTELPRO)‏ التابع لمكتب التحقيقات الفيدرالي منذ عام 1963. حقق عملاء مكتب التحقيقات الفيدرالي معه لاحتمال وجود روابط شيوعية معه، وسجلوا اتصالاته خارج نطاق الزواج وأبلغوا المسؤولين الحكوميين بها، وفي عام 1964، أرسلوا رسالة تهديد إلى كينج من مجهول، فسرها على أنها محاولة لجعله ينتحر.
في 14 أكتوبر 1964، فاز كينغ بجائزة نوبل للسلام لمحاربته عدم المساواة العرقية من خلال المقاومة اللاعنفية. في عام 1965، ساعد في تنظيم اثنين من مسيرات سلمى الثلاثة إلى مونتغمري. في سنواته الأخيرة، وسع تركيزه ليشمل معارضة الفقر والرأسمالية وحرب فيتنام.
في عام 1968، كان كينغ يخطط لاحتلال وطني لواشنطن العاصمة، على أن يطلق عليه حملة الفقراء، عندما اغتيل في 4 أبريل في ممفيس، تينيسي. تبع وفاته أعمال شغب في العديد من المدن الأمريكية. استمرت المزاعم بأن جيمس إيرل راي، الرجل المدان بقتل كينج، قد تم تأطيره أو تصرفه بالتنسيق مع عملاء الحكومة، استمرت لعقود بعد إطلاق النار. حصل الملك بعد وفاته على وسام الحرية الرئاسي والميدالية الذهبية للكونغرس. بات يوم مارتن لوثر كينغ جونيوريعتبر كعطلة في المدن والولايات في جميع أنحاء الولايات المتحدة بدءًا من عام 1971؛ كما أنه تم سنّ العيد على المستوى الفيدرالي من خلال تشريع وقعه الرئيس رونالد ريغان في عام 1986. تمت إعادة تسمية مئات الشوارع في الولايات المتحدة تكريمًا له، وأعيد تخصيص المقاطعة الأكثر اكتظاظًا بالسكان في ولاية واشنطن له. تم تكريس النصب التذكاري لمارتن لوثر كينغ جونيور في ناشونال مول في واشنطن العاصمة في عام 2011.

## التاريخ

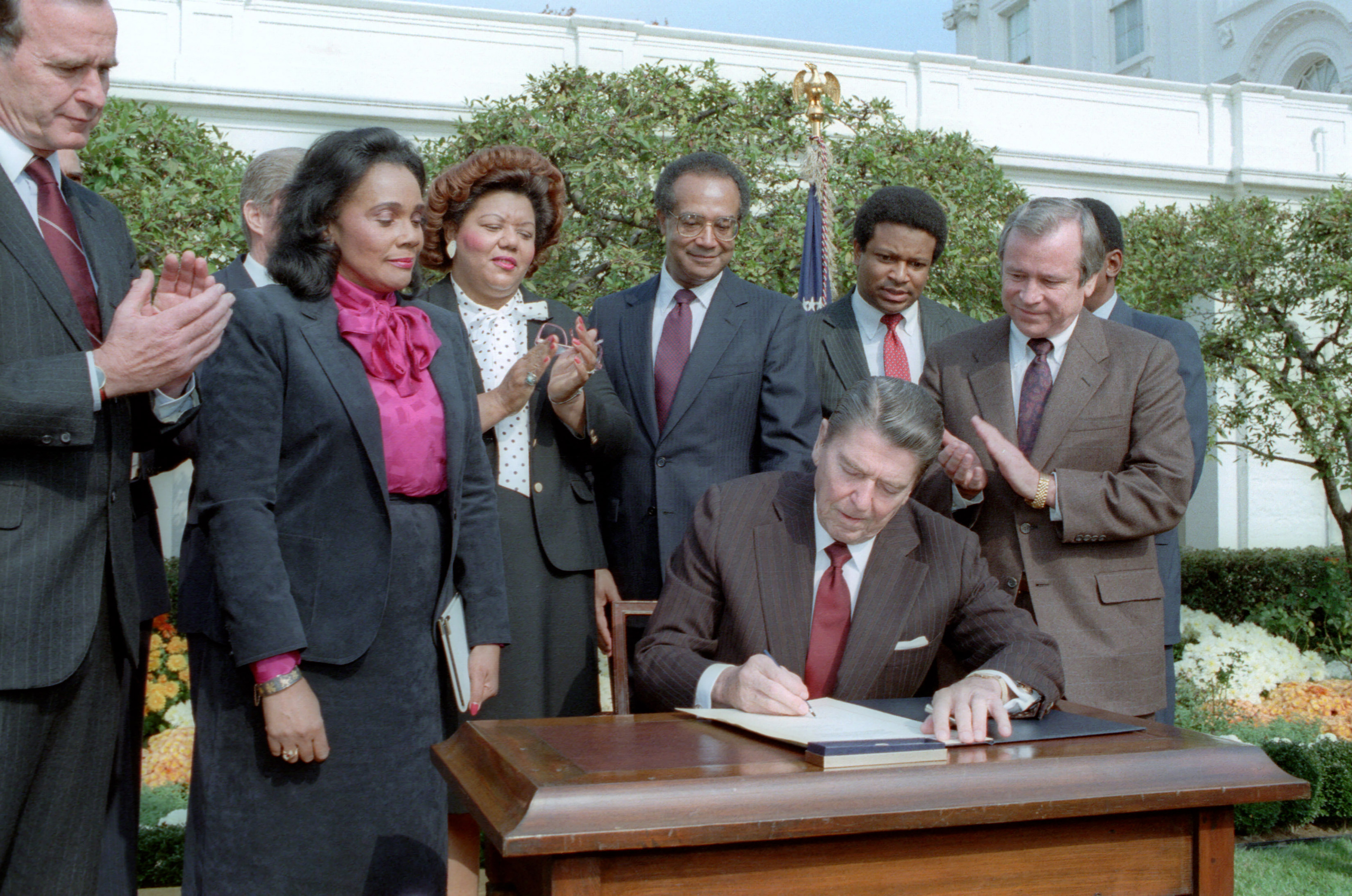
رونالد ريغان وكوريتا سكوت كينغ في حفل التوقيع بمناسبة يوم مارتن لوثر كينغ جونيور

### اقتراحات
تم الترويج لفكرة يوم مارتن لوثر كينغ جونيور باعتباره عطلة من قبل النقابات العمالية في مفاوضات العقود. بعد وفاة كينغ، قدم النائب الأمريكي جون كونيرز (ديمقراطي من ميشيغان) والسناتور الأمريكي إدوارد بروك (جمهوري من ماساتشوستس) مشروع قانون في الكونجرس لجعل عيد ميلاد كينج عيدًا وطنيًا. تم طرح مشروع القانون لأول مرة للتصويت في مجلس النواب الأمريكي في عام 1979. ومع ذلك، فقد انخفض بمقدار خمسة أصوات عن العدد المطلوب لإقراره. كانت اثنتان من الحجج الرئيسية التي ذكرها المعارضون هي أن إجازة مدفوعة الأجر للموظفين الفيدراليين ستكون باهظة الثمن وأن عطلة لتكريم مواطن خاص ستكون مخالفة للتقاليد القديمة (لم يكن كينج قد شغل مناصب عامة). هناك شخصيتان أخريان فقط لديهما أعياد وطنية في الولايات المتحدة تكريما لهما: جورج واشنطن وكريستوفر كولومبوس.
بعد فترة وجيزة، تحول مركز كنغ لدعم مجتمع الشركات وعامة الناس. تم تعزيز نجاح هذه الاستراتيجية عندما أصدر الموسيقي ستيفي وندر أغنية "(بالإنجليزية: Happy Birthday)‏" للترويج للحملة في عام 1980 واستضاف المؤتمر الصحفي للحشد من أجل السلام في عام 1981. وتم جمع ستة ملايين توقيع لتقديم التماس إلى الكونجرس لإقرار القانون، وصفته مقالة نُشرت عام 2006 في صحيفة (بالإنجليزية: The Nation)‏ بأنها «أكبر عريضة لصالح قضية في تاريخ الولايات المتحدة».
قاد السناتور جيسي هيلمز وجون بورتر إيست (كلاهما جمهوريان من نورث كارولينا) المعارضة للعطلة وتساءلوا عما إذا كان كينج مهمًا بدرجة كافية للحصول على مثل هذا الشرف. انتقد هيلمز معارضة كينغ لحرب فيتنام واتهمه باعتناق «الماركسية العملية». قاد هيلمز المماطلة ضد مشروع القانون وفي 3 أكتوبر 1983، قدم وثيقة من 300 صفحة إلى مجلس الشيوخ تزعم أن كينغ كان له ارتباطات بالشيوعيين. أعلن السناتور الديمقراطي عن ولاية نيويورك دانيال باتريك موينيهان أن الوثيقة هي «حزمة قذارة»، وألقى بها على مجلس الشيوخ وداس عليها.

### الممر الاتحادي
عارض الرئيس رونالد ريغان في الأصل العطلة، مشيرًا إلى مخاوف تتعلق بالتكلفة. عندما طُلب منه التعليق على اتهامات هيلمز بأن كينغ كان شيوعيًا، قال الرئيس «سنعرف بعد خمسة وثلاثين عامًا، أليس كذلك؟»، في إشارة إلى الإصدار النهائي لأشرطة مراقبة مكتب التحقيقات الفيدرالي التي كانت مغلقة سابقًا. ولكن في 2 نوفمبر 1983، وقع ريغان على مشروع قانون، اقترحه النائبة كاتي هول من ولاية إنديانا، لإنشاء عطلة فيدرالية تكريمًا للملك. التصويت النهائي في مجلس النواب في 2 أغسطس 1983 كان 338-90 (242-4 في التجمع الديمقراطي في مجلس النواب و 89-77 في المؤتمر الجمهوري في مجلس النواب) مع 5 أعضاء يصوتون حاضرين أو ممتنعين،  في حين أن التصويت النهائي في مجلس الشيوخ في 19 أكتوبر 1983 كان 78-22 (41-4 في التجمع الديمقراطي بمجلس الشيوخ و 37-18 في المؤتمر الجمهوري بمجلس الشيوخ)،  كلاهما هوامش مقاومة حق النقض. تم الاحتفال بالعطلة لأول مرة في 20 يناير 1986. يتم الاحتفال به في يوم الاثنين الثالث من شهر يناير.
أنشأ مشروع القانون أيضًا لجنة العطلات الفيدرالية لمارتن لوثر كينغ جونيور للإشراف على الاحتفال بالعطلة، وعُينت كوريتا سكوت كينج، زوجة كينغ، عضوًا في هذه اللجنة مدى الحياة من قبل الرئيس جورج إتش دبليو بوش في مايو 1989.
ممر على مستوى الدولة
على الرغم من التوقيع على العطلة الفيدرالية لتكريم كينج في عام 1983 ودخلت حيز التنفيذ بعد ثلاث سنوات، لم تختر كل ولاية أمريكية الاحتفال بعطلة يناير على مستوى الولاية  حتى عام 1991، عندما أنشأ المجلس التشريعي لنيو هامبشاير «يوم الحقوق المدنية» وألغت «يوم الصوم» في أبريل. في عام 1999، أصبحت نيو هامبشاير آخر ولاية تسمي عطلة بعد الملك، والتي احتفلوا بها لأول مرة في يناير 2000 - وهو أول احتفال على مستوى الدولة بهذا الاسم.
أم أل كاي في عام 1986، أنشأ حاكم ولاية أريزونا بروس بابيت، وهو ديمقراطي، عطلة مدفوعة الأجر في ولاية أريزونا في ولاية أريزونا، ولكن في عام 1987، خلفه الجمهوري إيفان ميتشام، نقلاً عن رأي المدعي العام بأن أمر بابيت كان غير قانوني، تم عكسه. قرار بابيت بعد أيام من توليه منصبه. في وقت لاحق من ذلك العام، أعلن ميشام يوم الأحد الثالث من شهر يناير ليكون «يوم مارتن لوثر كينغ جونيور / الحقوق المدنية» في ولاية أريزونا، وإن كان عطلة غير مدفوعة الأجر. في عام 1990، مُنح ناخبو أريزونا الفرصة للتصويت على منح موظفي الدولة إجازة مدفوعة الأجر من أم أل كاي (بالإنجليزية: MLK)‏. في نفس العام، هدد الدوري الوطني لكرة القدم بنقل سوبر بول السابع والعشرون، والذي كان مخططًا له في ولاية أريزونا في عام 1993، إذا تم التصويت على عطلة أم أل كاي. في انتخابات نوفمبر، عُرض على الناخبين خيارين ليوم الملك: الاقتراح 301، الذي حل محل يوم كولومبوس في قائمة العطلات الرسمية المدفوعة، ومقترح 302، الذي دمج أعياد ميلاد لينكولن وواشنطن في عطلة مدفوعة الأجر لإفساح المجال ليوم أم أل كاي. فشل كلا الإجراءين في تمريره، حيث وافق 49٪ فقط من الناخبين على الاقتراح 302، وهو الخيار الأكثر شعبية بين الخيارين؛ على الرغم من أن بعض الذين صوتوا بـ «لا» في 302 صوتوا بـ «نعم» على العرض 301. ونتيجة لذلك، فقدت الولاية فرصة استضافة سوبر بول السابع والعشرون، والذي أقيم لاحقًا في روز بول في باسادينا، كاليفورنيا. في استفتاء عام 1992، وافق الناخبون، هذه المرة على خيار واحد فقط ليوم ملك مدفوع الأجر، على الاعتراف على مستوى الولاية بالعطلة.
في 2 مايو 2000، وقع حاكم ولاية كارولينا الجنوبية جيم هودجز مشروع قانون لجعل عيد ميلاد كينغ عطلة رسمية رسمية. كانت ساوث كارولينا آخر ولاية تعترف باليوم باعتباره عطلة مدفوعة الأجر لجميع موظفي الدولة. قبل مشروع القانون، كان بإمكان الموظفين الاختيار بين الاحتفال بيوم مارتن لوثر كينغ جونيور أو أحد الأعياد الكونفدرالية الثلاثة.

## أسماء بديلة
بينما تحتفل جميع الولايات الآن بالعطلة، لم يسمي البعض اليوم الذي يلي الملك. على سبيل المثال، في نيو هامبشاير، عُرفت العطلة باسم «يوم الحقوق المدنية» حتى عام 1999، عندما صوتت الهيئة التشريعية للولاية لتغيير اسم العطلة إلى يوم مارتن لوثر كينغ.
اختارت عدة ولايات إضافية الجمع بين الاحتفالات بعيد ميلاد الملك والاحتفالات الأخرى:
في ألاباما: «عيد ميلاد روبرت إي لي / مارتن لوثر كينغ».
في أريزونا: «مارتن لوثر كينغ جونيور / يوم الحقوق المدنية».
في أركنساس: عُرفت باسم «عيد ميلاد الدكتور مارتن لوثر كينغ جونيور وعيد ميلاد روبرت إي لي» من عام 1985 إلى عام 2017. غيرت التشريعات في مارس 2017 اسم عطلة الولاية إلى «دكتور مارتن لوثر كينغ، عيد ميلاد الابن» ونقل إحياء ذكرى لي إلى أكتوبر.
في أيداهو: «يوم مارتن لوثر كينغ جونيور - أيداهو لحقوق الإنسان».
في ميسيسيبي: «أعياد ميلاد مارتن لوثر كينغ وروبرت إي لي».
في نيو هامبشاير: «يوم مارتن لوثر كينغ جونيور للحقوق المدنية».
في فيرجينيا: كان يُعرف باسم (بالإنجليزية: Lee – Jackson – King Day)‏، حيث يجمع بين عيد ميلاد كينغ ويوم لي-جاكسون المعروف. في عام 2000، تم نقل يوم لي جاكسون إلى يوم الجمعة الذي يسبق يوم مارتن لوثر كينغ جونيور، مما جعل يوم مارتن لوثر كينغ جونيور عطلة بحد ذاتها. تم التخلص من لي-جاكسون-داي في عام 2020.
في وايومنغ: يُعرف باسم «مارتن لوثر كينغ جونيور / يوم المساواة في وايومنغ». قدمت ليز بيرد، أول امرأة سوداء في الهيئة التشريعية في وايومنغ، مشروع قانون في عام 1991 لولاية وايومنغ للاعتراف بيوم أم أل كاي باعتباره عطلة رسمية مدفوعة الأجر؛ ومع ذلك، فقد تنازلت عن الاسم لأن أقرانها لن ينقلوه بطريقة أخرى.

## مراعاة

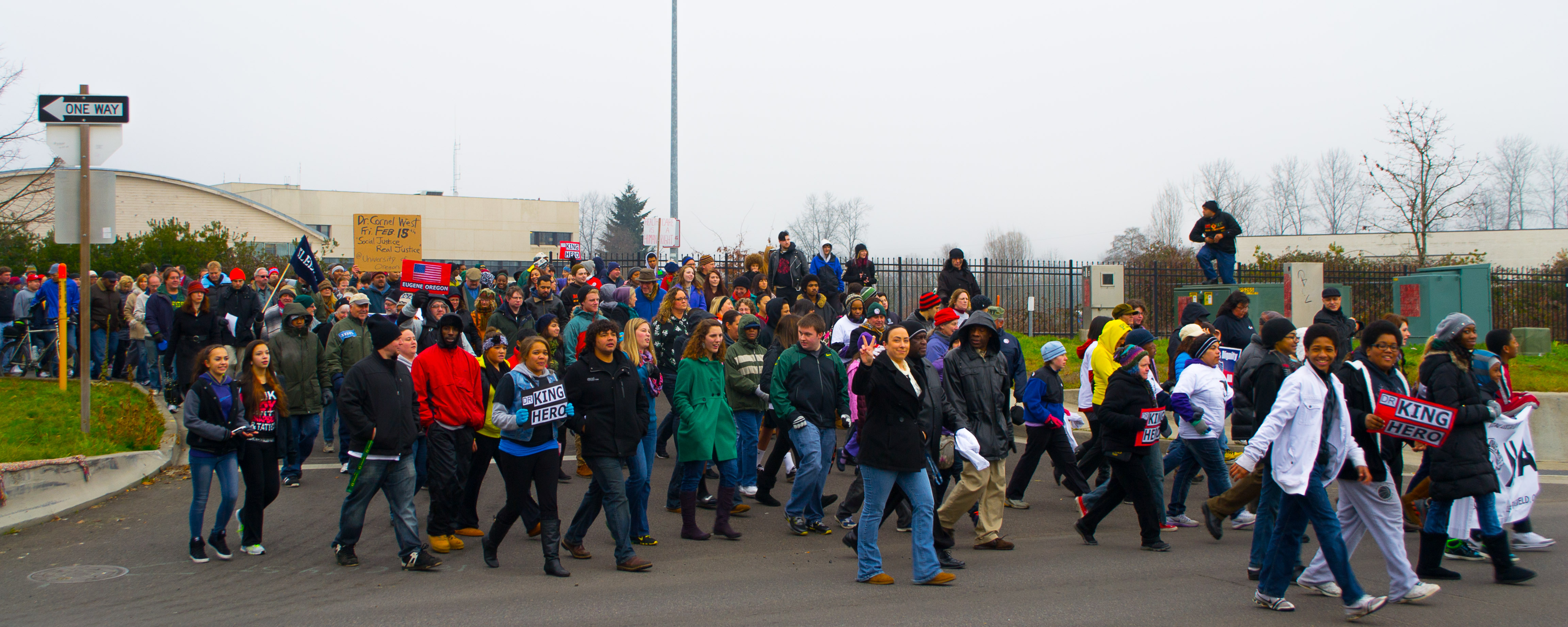
مسيرة يوم مارتن لوثر كينغ في ولاية أوريغون

### إجازة مكان العمل
بشكل عام، في عام 2007، أعطى 33٪ من أرباب العمل للموظفين يوم إجازة، بزيادة 2٪ عن العام السابق. كان هناك اختلاف بسيط في الالتزام من قبل أصحاب العمل الكبار والصغار: 33٪ للشركات التي يعمل بها أكثر من 1000 موظف؛ و 32٪ للشركات التي يقل عدد موظفيها عن 1,000. الاحتفال هو الأكثر شعبية بين المنظمات غير الربحية والأقل شعبية بين المصانع والشركات المصنعة. تباينت أسباب ذلك، بدءًا من الإضافة الأخيرة للعطلة إلى حدوثها بعد أسبوعين فقط من الأسبوع بين عيد الميلاد ورأس السنة الجديدة، عندما يتم إغلاق العديد من الشركات لجزء منها أو كله. بالإضافة إلى ذلك، فإن العديد من المدارس وأماكن التعليم العالي مغلقة؛ يظل البعض الآخر مفتوحًا ولكن قد يعقد ندوات أو احتفالات برسالة كينغ. أدى الاحتفال بيوم أم أل كاي إلى قيام بعض الكليات والجامعات بتمديد عطلة عيد الميلاد لتشمل اليوم كجزء من العطلة. يستخدم بعض أصحاب العمل يوم أم أل كاي كعطلة عائمة أو متغيرة.

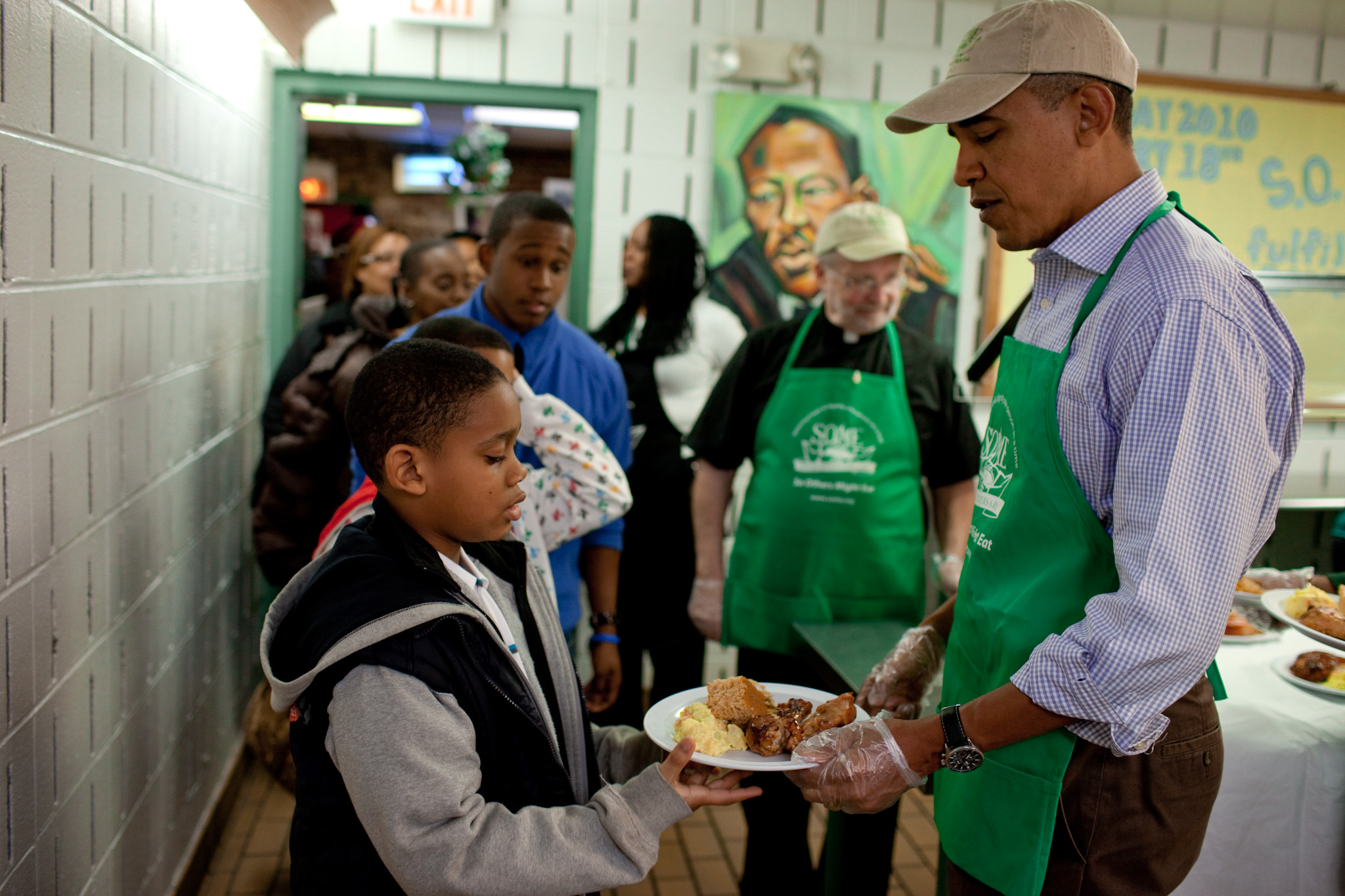
الرئيس باراك أوباما يقدم الغداء في مطبخ حساء بواشنطن في يوم MLK Jr. ، 2010

### يوم الملك للخدمة
بدأ يوم الخدمة الوطني لمارتن لوثر كينغ  من قبل السناتور الأمريكي السابق في ولاية بنسلفانيا هاريس ووفورد وعضو الكونجرس من أتلانتا جون لويس، الذي شارك في تأليف قانون عطلة الملك والخدمة. يتحدى التشريع الفيدرالي الأمريكيين لتحويل (بالإنجليزية: King Holiday)‏ إلى يوم عمل تطوعي للمواطنين تكريما لملك كنغ. تم التوقيع على التشريع الفيدرالي ليصبح قانونًا من قبل الرئيس بيل كلينتون في 23 أغسطس 1994. منذ عام 1996، كان مدير مكتب الولاية السابق في وفورد، تود بيرنشتاين، يدير يوم الخدمة السنوي لملك فيلادلفيا الكبرى،  أكبر حدث في البلاد تكريم الملك.
منذ عام 1994، تم تنسيق يوم الخدمة على المستوى الوطني من قبل مؤسسة الخدمة الوطنية والمجتمعية، وهي وكالة فيدرالية تقدم منحًا للمنظمات التي تنسق أنشطة الخدمة في يوم أم أل كاي.
اليوم الوطني الرسمي الوحيد الآخر للخدمة في الولايات المتحدة، كما حددته الحكومة، هو يوم الخدمة الوطني في 11 سبتمبر.

## خارج الولايات المتحدة

### كندا
تعترف حكومة مدينة تورنتو في أونتاريو رسميًا بيوم مارتن لوثر كينغ جونيور، على الرغم من أنه ليس عطلة مدفوعة الأجر: تظل جميع الخدمات الحكومية والشركات مفتوحة. بدأت حكومة بلدية أوتاوا في أونتاريو رسميًا الاحتفال بهذا العيد الوطني في 26 يناير 2005.

### إسرائيل
في عام 1984، خلال زيارة قام بها الأسطول السادس للولايات المتحدة، أجرى قسيس البحرية الحاخام أرنولد ريسنكوف أول حفل رئاسي إسرائيلي في ذكرى يوم مارتن لوثر كينغ جونيور، الذي أقيم في مقر إقامة الرئيس بالقدس. أشارت أورا هرتسوغ، زوجة رئيس إسرائيل آنذاك حاييم هرتسوغ، إلى أنها فخورة بشكل خاص باستضافة هذا الحدث الخاص، لأن إسرائيل لديها غابة وطنية تكريما للملك، وأن إسرائيل والملك تشاركا فكرة «الأحلام». واصل ريسنيكوف هذا الموضوع في ملاحظاته خلال الحفل، مقتبسًا من الآية من سفر التكوين، التي قالها إخوة يوسف عندما رأوا شقيقهم يقترب، «هوذا الحالم يأتي؛ دعونا نقتله ونرميه في الحفرة، ونرى ماذا يصبح من أحلامه». أشار ريسنيكوف إلى أنه، منذ زمن سحيق، كان هناك من اعتقدوا أنهم يستطيعون قتل الحلم بقتل الحالم، ولكن - كما يظهر من مثال حياة كينغ - هؤلاء الناس مخطئون دائمًا.

### اليابان
يتم الاحتفال بعيد مارتن لوثر كينغ جونيور في مدينة هيروشيما اليابانية. أقام العمدة تاداتوشي أكيبا مأدبة خاصة في مكتب رئيس البلدية كعمل لتوحيد دعوة مدينته للسلام مع رسالة الملك لحقوق الإنسان.

### هولندا
في كل عام منذ عام 1987، أقيم حفل تكريم وعشاء الدكتور مارتن لوثر كينج في فاسينار بهولندا. يشمل التكريم الشباب والمحاربين القدامى في حركة الحقوق المدنية بالإضافة إلى الموسيقى. ينتهي الأمر دائمًا بمسك أيدي الجميع في دائرة وغناء «سوف نتغلب». يقام التكريم يوم الأحد الأخير من شهر يناير.

## التواريخ
| التاريخ       | السنوات | السنوات | السنوات | السنوات | السنوات | السنوات | السنوات | السنوات | السنوات | السنوات | السنوات | السنوات | السنوات | السنوات | السنوات | السنوات | السنوات | السنوات | السنوات | السنوات | السنوات |
| ------------- | ------- | ------- | ------- | ------- | ------- | ------- | ------- | ------- | ------- | ------- | ------- | ------- | ------- | ------- | ------- | ------- | ------- | ------- | ------- | ------- | ------- |
| 21 كانون ثاني |         | 1991    |         | 2002    | 2008    | 2013    | 2019    |         | 2030    | 2036    | 2041    | 2047    |         | 2058    | 2064    | 2069    | 2075    |         | 2086    | 2092    | 2097    |
| 20 كانون ثاني | 1986    | 1992    | 1997    | 2003    |         | 2014    | 2020    | 2025    | 2031    |         | 2042    | 2048    | 2053    | 2059    |         | 2070    | 2076    | 2081    | 2087    |         | 2098    |
| 19 كانون ثاني | 1987    |         | 1998    | 2004    | 2009    | 2015    |         | 2026    | 2032    | 2037    | 2043    |         | 2054    | 2060    | 2065    | 2071    |         | 2082    | 2088    | 2093    | 2099    |
| 18 كانون ثاني | 1988    | 1993    | 1999    |         | 2010    | 2016    | 2021    | 2027    |         | 2038    | 2044    | 2049    | 2055    |         | 2066    | 2072    | 2077    | 2083    |         | 2094    | 2100    |
| 17 كانون ثاني |         | 1994    | 2000    | 2005    | 2011    |         | 2022    | 2028    | 2033    | 2039    |         | 2050    | 2056    | 2061    | 2067    |         | 2078    | 2084    | 2089    | 2095    | 2101    |
| 16 كانون ثاني | 1989    | 1995    |         | 2006    | 2012    | 2017    | 2023    |         | 2034    | 2040    | 2045    | 2051    |         | 2062    | 2068    | 2073    | 2079    |         | 2090    | 2096    | 2102    |
| 15 كانون ثاني | 1990    | 1996    | 2001    | 2007    |         | 2018    | 2024    | 2029    | 2035    |         | 2046    | 2052    | 2057    | 2063    |         | 2074    | 2080    | 2085    | 2091    |         | 2103    |

## لمحات الدكتور مارتن لوثر كينج
استغرق الأمر 15 سنة لإنشاء الفدرالي مارتن لوثر كينغ الابن. وقدم عضو الكونغرس جون كونيرز، ديمقراطي من ولاية ميشيجان، أول تشريع لعطلة تذكارية بعد أربعة أيام من اغتيال كينج في عام 1968. وبعد أن توقف مشروع القانون، قدمت إلى الكونغرس التماسات تؤيد الإجازة التي تحتوي على ستة ملايين اسم. أعاد كونيرز والنائب شيرلي تشيشولم، ديمقراطي من نيويورك، تشريعات العيد الملك في كل جلسة تشريعية لاحقة. تصاعدت الضغوط العامة على العطلة خلال مسيرات الحقوق المدنية في عامي 1982 و1983 في واشنطن. أصدر الكونغرس تشريع الأعياد في عام 1983، والذي وقع بعد ذلك إلى القانون من قبل الرئيس رونالد ريغان. وساعد يوم عيد الميلاد الثالث في كانون الثاني / يناير على التوصل إلى حل وسط في إجازة عيد الأضحى من 15 يناير / كانون الثاني، والذي كان يعتبر قريباً جداً من عيد الميلاد ورأس السنة الجديدة، مما ساعد على التغلب على معارضة القانون.